# Бруно Марс
Пі́тер Джин Ерна́ндес (англ. Peter Gene Hernandez, нар. 8 жовтня 1985 р., Гонолулу, Гаваї, США), відоміший як Бру́но Ма́рс (англ. Bruno Mars) — американський співак, автор пісень і музичний продюсер, володар Греммі, що став відомим завдяки участі в запису треків «Nothin' on You» B.o.B і «Billionaire» Тревіса Маккоя.
У 2022 році був номінований на чотири премії Греммі як учасник дуету Silk Sonic, який врешті отримав всі чотири нагороди («Запис року», «Пісня року», «Найкраще виконання R&B» та «Краща R&B-пісня»).

## Життєпис

### 1985—2008: Ранні роки та початок кар'єри
Пітер Джин Ернандес народився і виріс у Вайкікі, районі Гонолулу (Гаваї) в сім'ї з пуерториканським і філіппінським корінням. У 2 роки хлопчик отримав прізвисько «Бруно» на честь відомого на той час реслера Бруно Саммартино, який також був круглолицим. Батьки хлопчика займалися музикою, і він зростав під впливом різних музичних віянь, таких як регі, рок, хіп-хоп і R&B. В юності він захоплювався творчістю Майкла Джексона, Елвіса Преслі, «The Isley Brothers» і «The Temptations».
1990 року Пітер з'явився в MidWeek в ролі «Маленького Елвіса» і в епізодичній ролі у фільмі «Медовий місяць у Лас-Вегасі» 1992 року.
2003 року Ернандес переїхав до Лос-Анджелеса для того, щоб почати займатися музикою. У тому ж році він придумав свій псевдонім. 2006 року Бруно Марс підписав контракт з лейблом Atlantic Records. Перший час він в основному займався написанням пісень для інших виконавців і продюсуванням.

### 2009— даний час: Комерційний успіх і Doo-Wops & Hooligans
До того як стати успішним соло-виконавцем, Бруно Марс став автором пісень Александри Берк, Тревіса Маккоя, Адама Левайна, Бренді Норвуд, Шона Кінгстона, Flo Rida і Sugababes. Його першою появою як музичного виконавця стала участь у записі альбому Animal гурту Far East Movement. Популярність прийшла після пісень B.o.B «Nothin' on You» та «Billionaire» Тревіса Маккоя, де Бруно Марс був і виконавцем, і співавтором. 11 травня 2010 року Бруно Марс випустив мініальбом It's Better If You Don't Understand, що зайняв 99 місце в Billboard 200. У серпні 2010 року став співавтором синглу Cee Lo Green «Fuck You!». 12 вересня він виступив на церемонії MTV Video Music Awards 2010 з B.o.B і Хейлі Вільямс.
Дебютний альбом Бруно Марса Doo-Wops & Hooligans вийшов 4 жовтня 2010 року. Першим синглом стала пісня «Just the Way You Are», видана 19 липня 2010 року, яка очолила Billboard Hot 100. Наступними двома синглами стали «Liquor Store Blues» та «Grenade». З жовтня 2010 року Бруно Марс виступав на розігріві концертів туру Maroon 5 в підтримку їхнього альбому Hands All Over.
Doo-Wops & Hooligans дебютував на 3 місці альбомного хіт-параду Billboard 200. Альбом отримав позитивні рецензії музичних критиків.
19 вересня 2010 року Бруно Марс був арештований в Лас-Вегасі за зберігання кокаїну. У розмові з поліцейськими він стверджував, що подія є його «дурістю», і що він раніше «ніколи не вживав наркотики». Слухання суду відбулося 4 лютого 2011 року, і Марс міг би отримати термін в 4 роки і штраф в 50000 доларів США за зберігання 2,6 грамів кокаїну. Проте в результаті Бруно засуджений до 200 годин громадських робіт і повинен виплатити штраф у розмірі 2000 доларів і відвідати заняття, присвячені темі шкоди наркотиків. Якщо у нього не буде ніяких інших проблем з законом протягом року, то звинувачення буде знято і це ніяк не позначиться на його біографії.
У 2023 році 7 жовтня був запланований концерт у Тель Авів але він не зміг провести концерт через обстріли, та зміг покинути країну.

## Дискографія

### Студійні альбоми
- Doo-Wops & Hooligans (2010)
- Unorthodox Jukebox (2012)
- 24K Magic (2016)

### Мініальбоми
- It's Better If You Don't Understand (2010)

### Сингли
- «The Other Side»
- «Just the Way You Are»
- «Liquor Store Blues»
- «Grenade»
- «The Lazy Song»
- «Marry You»
- «It Will Rain»
- «Count on Me»
- «Locked Out of Heaven»

### З іншими виконавцями
- «Nothin' on You» (B.o.B)
- «Billionaire» (Тревіс Маккой)
- «Powerful Star» (Pezzy Montana)
- «Before It Explodes» (Александра Берк)
- «Lighters» (Bad Meets Evil)
- «Die With A Smile» (Леді Ґаґа)
- «APT.» (Розé)